# Giessenlanden
Giessenlanden (anhörenⓘ) war eine Gemeinde in der niederländischen Provinz Südholland. Sie fusionierte zum 1. Januar 2019 mit Molenwaard zur neuen Gemeinde Molenlanden.

## Name
Durch die Gemeinde verläuft ein kleiner Moorfluss namens Giessen. Der Gewässername ist etymologisch verwandt mit dem deutschen Verb gießen.

## Geschichte
Die Gemeinde ist am 1. Januar 1986 durch den Zusammenschluss der ehemaligen Gemeinden Arkel, Giessenburg, Hoogblokland, Hoornaar, Noordeloos und Schelluinen entstanden.

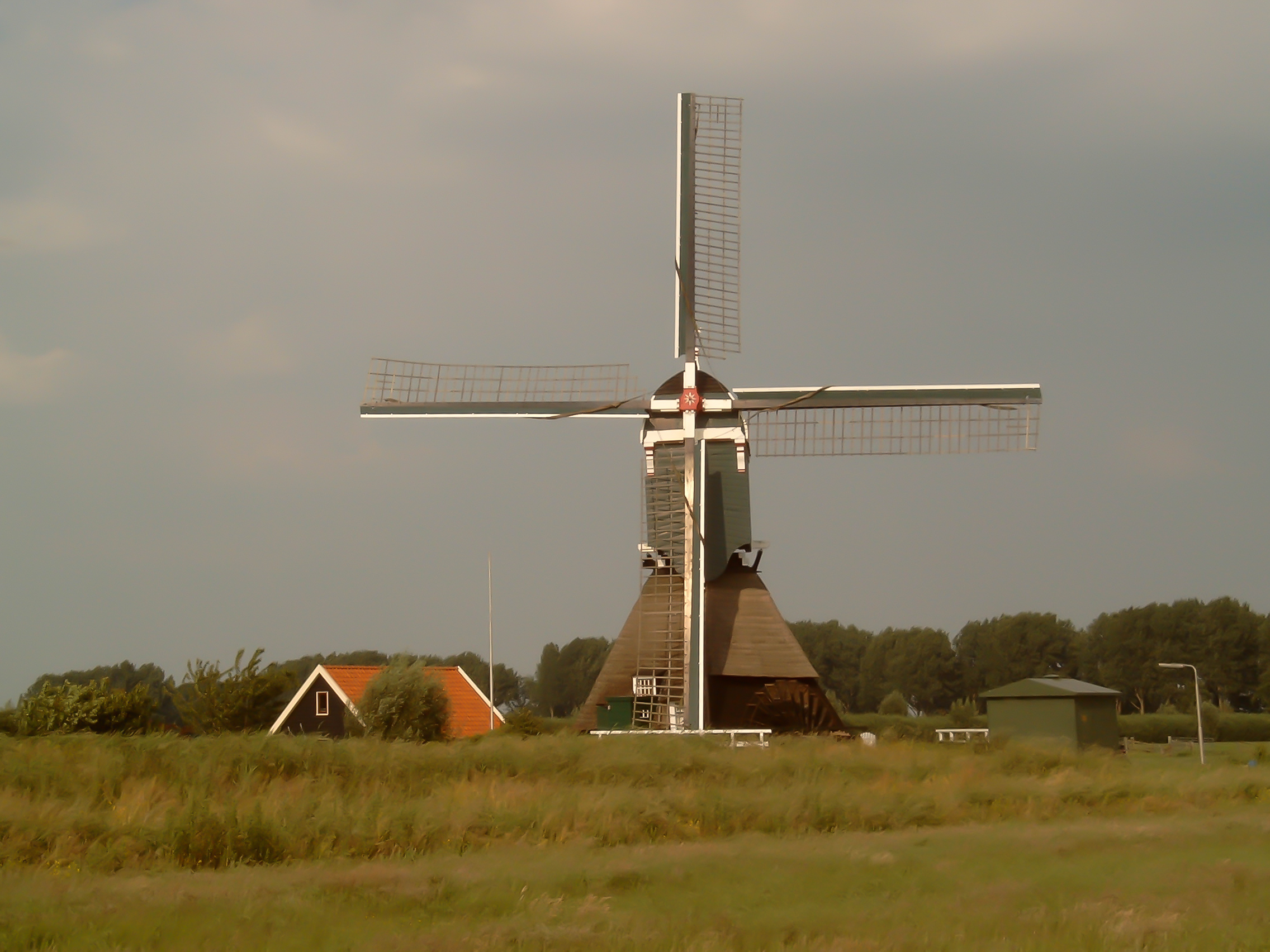
Noordeloos, Mühle: Boterslootse molen
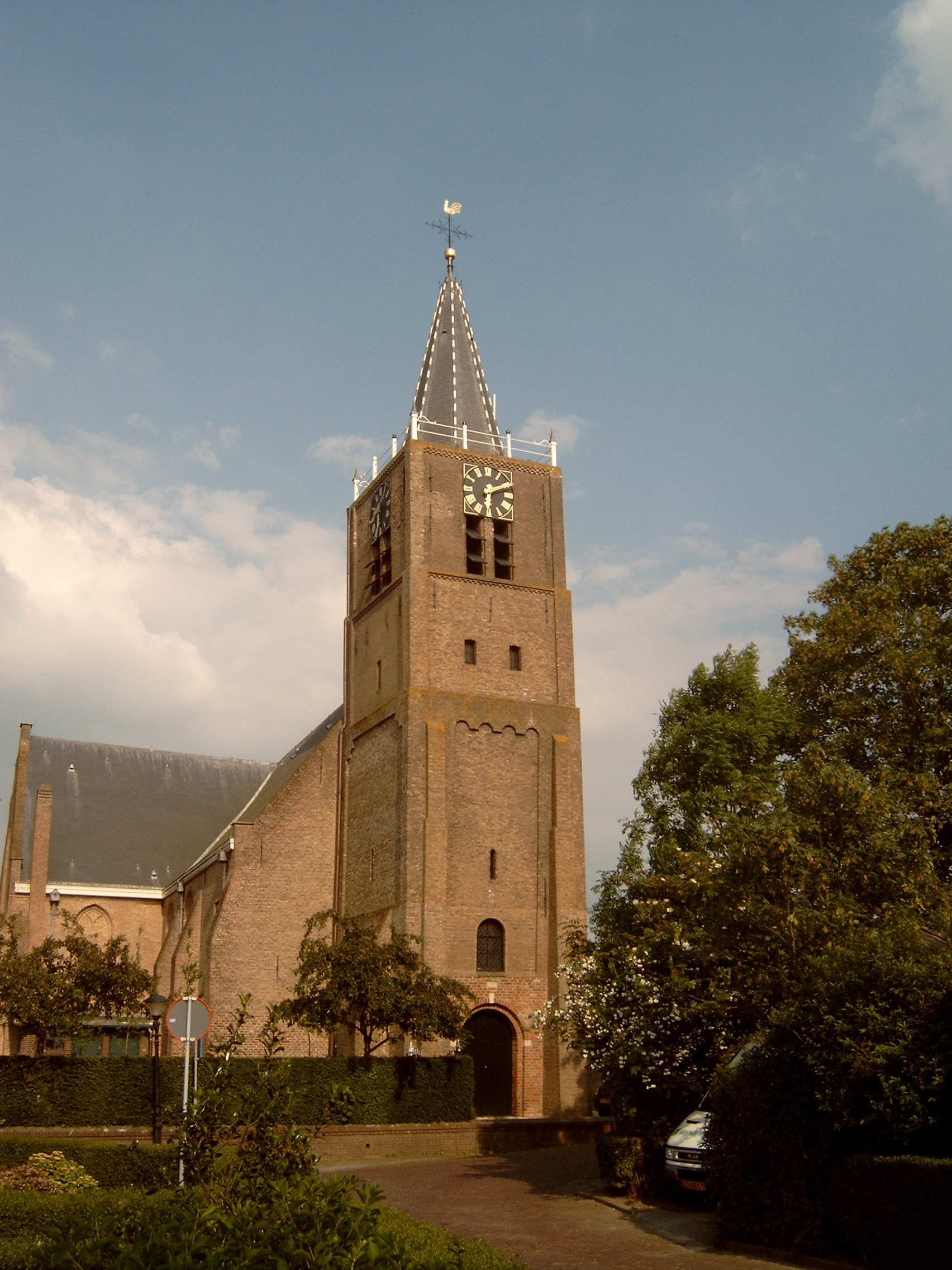
Noordeloos, Kirche
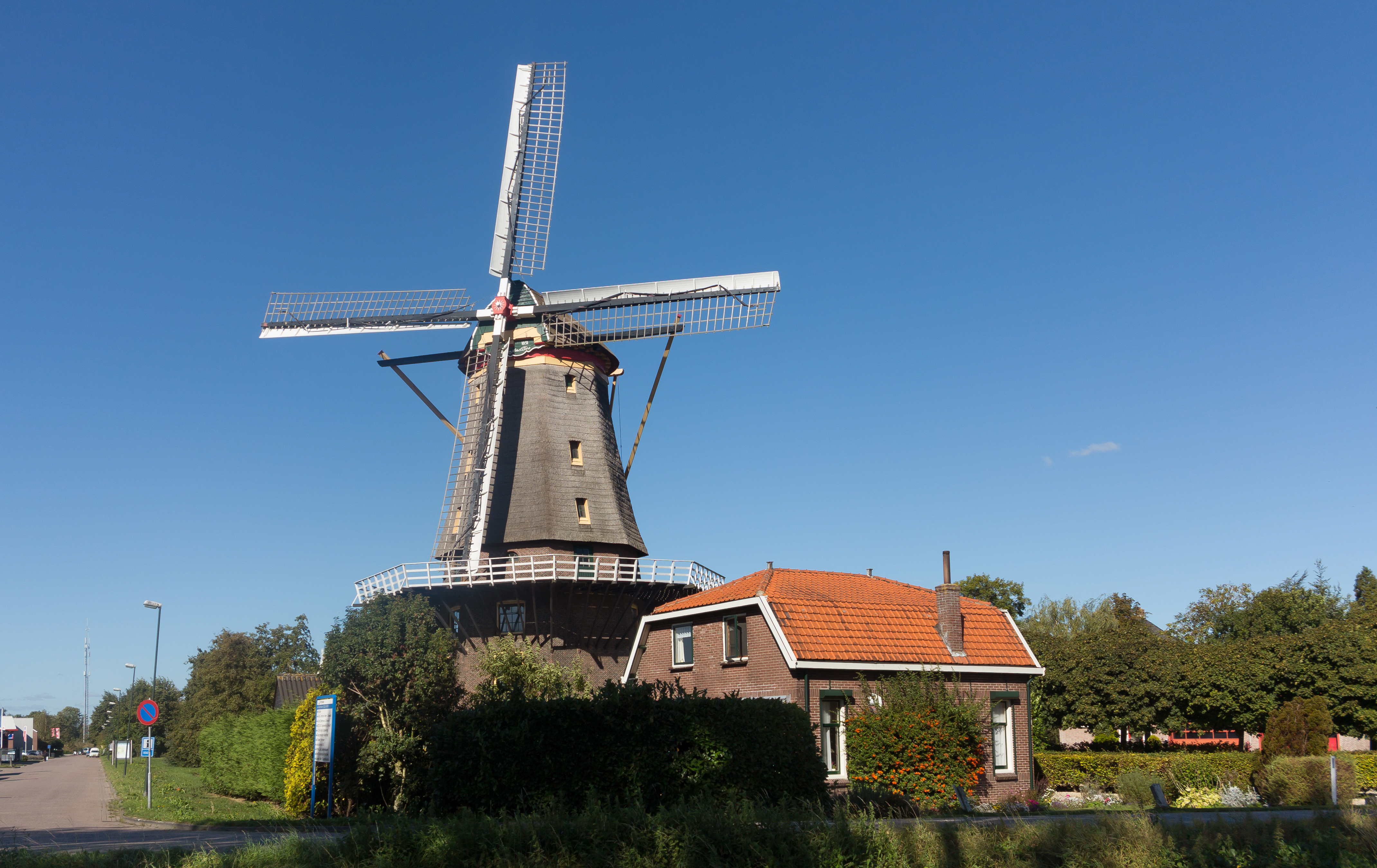
Arkel, Mühle: korenstellingmolen Jan van Arkel
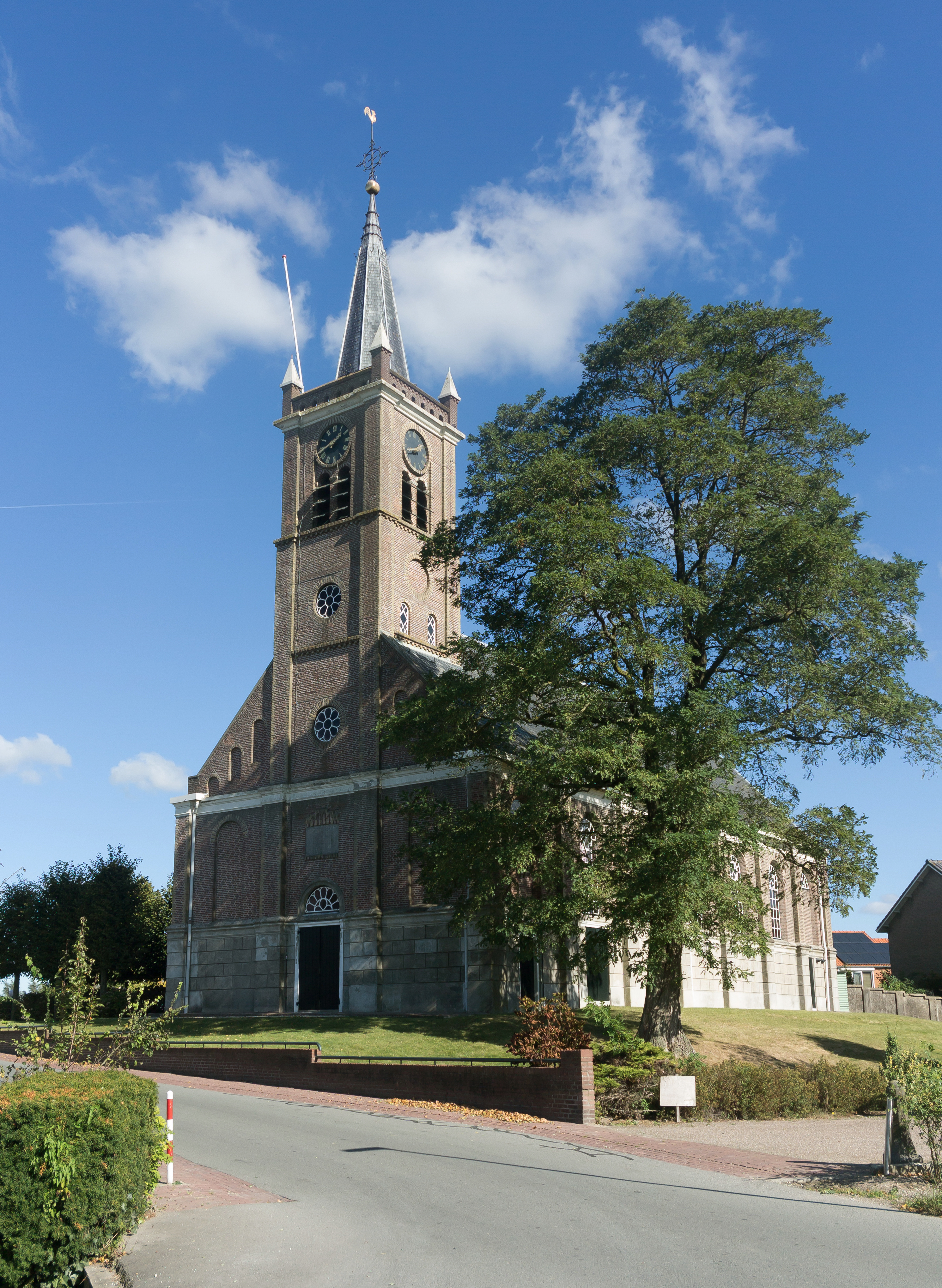
Hoogblokland, die Dorfkirche

## Politik

### Fusion
Giessenlanden wurde zum 1. Januar 2019 mit Molenwaard zur neuen Gemeinde Molenlanden zusammengeschlossen.

### Sitzverteilung im Gemeinderat
Die Kommunalwahlen vom 19. März 2014 ergaben folgende Sitzverteilung:
| Partei           | Sitze | Sitze | Sitze | Sitze |
| Partei           | 2002  | 2006  | 2010  | 2014  |
| ---------------- | ----- | ----- | ----- | ----- |
| CDA              | 3     | 3     | 3     | 5     |
| VVD              | 4     | 3     | 5     | 4     |
| PvdA             | 3     | 4     | 4     | 3     |
| ChristenUnie     | 2     | 3     | 2     | 2     |
| SGP              | 1     | 1     | 1     | 1     |
| Jezus Leeft      | —     | —     | —     | 0     |
| Gemeentebelangen | 2     | 1     | —     | —     |
| Lijst Hosselet   | —     | 0     | —     | —     |
| Gesamt           | 15    | 15    | 15    | 15    |

Aufgrund der Fusion zum 1. Januar 2019 fanden die Wahlen für den Rat der neuen Gemeinde Molenlanden am 21. November 2018 statt.

### Bürgermeister
Vom 1. Mai 2018 bis zum Zeitpunkt der Gemeindeauflösung war Rinette Reynvaan (parteilos) kommissarische Bürgermeisterin der Gemeinde. Zu ihrem Kollegium zählten die Beigeordneten Elisabeth van Leeuwen (CDA), Jan de Groot (VVD), Harmen Akkerman (SGP) sowie der Gemeindesekretär Boudewijn Marinussen.

### Politische Gliederung
Die Gemeinde wurde in folgende Ortsteile aufgeteilt:
| Nr.      | Ort                           | Einwohner |
| -------- | ----------------------------- | --------- |
| 00       | Kern Giessenburg              | 3.245     |
| 01       | Giessenburg-West en -Zuid     | 1.135     |
| 02       | Giessenburg-Oost              | 270       |
| 03       | Verspreide huizen Giessenburg | 230       |
| 04       | Arkel                         | 3.390     |
| 05       | Hoogblokland                  | 1.435     |
| 06       | Hoornaar                      | 1.820     |
| 07       | Noordeloos                    | 1.790     |
| 08       | Schelluinen                   | 1.270     |
| Gemeinde | Gemeinde                      | 14.596    |

1. ↑  Bezirksnummer
2. ↑  (Stand: 1. Januar 2017)

## Söhne und Töchter der Gemeinde und der ehemaligen Gemeinden
- Jo van Ammers-Küller (* 1884 in Noordeloos; † 1966 in Bakel), Schriftstellerin
- Aart Jacobi (* 1955 in Arkel), Diplomat